# 黄嘉善
黃嘉善（1549年—1624年），字惟尚，号梓山，山東省即墨縣（今青岛市即墨区）人，明末大臣，萬曆初以進士入仕，長期在地方任職，曾任寧夏巡撫，休養生息，邊境得以保障。萬曆末年，官至兵部尚書。

## 生平
万历四年（1576年）中丙子科举人，万历五年（1577年）中进士。初授河南叶县知县，升大同府知府。二十三年五月升山西副使、駐左衛備邊，二十七年正月升陝西分巡西寧道，改山西大同兵备道副使，闰四月加按察使銜。
萬曆二十九年（1601年）六月，黃嘉善以都察院右僉都御史、巡撫寧夏，任內著重加強邊防，休養生息，修建臨河堡等衛城。對待韃靼，黃嘉善主撫，重開貢市。授三邊總督。萬曆三十九年（1611年），韃靼進犯、延綏、寧夏、甘肅三镇，黄嘉善親自登城約戰，并率軍出擊，獲得勝利。
萬曆四十六年（1618年），後金兵破撫順，朝廷大震。廷推黃嘉善為兵部尚書，條上戰守機宜。次年十一月起在家養病。萬曆四十八年（1620年）七月，神宗病危，首輔方從哲偕尚書周嘉謨、李汝華、黃嘉善、黃克纘等受顧命。九月，即位不足一個月的光宗亦駕崩。兵科都給事中楊漣彈劾黃嘉善八大罪，嘉善隨即被免職。
天啟四年（1624年）十一月十六日，黃嘉善病卒，享年76岁，明熹宗辍朝一日致哀，赠太保。

## 著作
著有《抚夏奏议》八卷、《总督奏议》四卷、《大司马奏议》、《见山楼诗草》一卷。

## 遺跡
天啟元年（1621年），朝廷追封黃嘉善曾祖黄昭、祖黄正、父黄作圣為一品，并敕建“四世一品坊”，匾額為董其昌題寫。此坊至民國尚存。2016年重建。
天啟二年（1622年），朝廷敕建“总督三边坊”，匾額為王鐸題寫。2016年重建。
黃嘉善墓在城東五里。

## 家族
曾祖黄昭。祖黄正，寿官。父黄作圣，寿官。母王氏。具庆下。長子黃宗憲，字我度；次子黃宗瑗，字我玉；三子黃宗庠，崇祯十六年進士；次黃宗臣，字我臣，崇禎十二年己卯舉人；次黃宗載。從子黃宗昌，天啓進士。

### 引文
1. ↑  《明史·卷112》：嘉善十一月養病。楊應聘十一月以侍郎署。
2. ↑  《明史·卷218》：四十八年七月丙子朔，帝不豫，十有七日大漸。外廷憂危，從哲偕九卿臺諫詣思善門問安。越二日，召從哲及尚書周嘉謨、李汝華、黃嘉善、黃克纘等受顧命。又二日，乃崩。
3. ↑  《明史·卷244》：自光宗崩，至是凡六日。漣與一燝、嘉謨定宮府危疑，言官惟光斗助之，餘悉聽漣指。漣鬚髮盡白，帝亦數稱忠臣。未幾，遷兵科都給事中。御史馮三元等極詆熊廷弼。漣疏論其事，獨持平。旋劾兵部尚書黃嘉善八大罪，嘉善罷去。
4. ↑  《明史·卷112》：嘉善九月免。應聘三月卒。崔景榮十月任。
5. ↑  《即墨縣志·卷之九》：黃嘉善，字維尚，號梓山，萬歷丁丑進士。初令葉，歷陞大同知府，會撫臣汰兵，兵譟，嘉善單騎入軍，諭以利害，皆散去。明日，取首惡誅之，事遂定。擢兵備，加按察使，尋陞寧夏巡撫，時中涓督稅秦中者欲持權擾兵務，請於朝？加銜鎮守命旦夕下，嘉善抗疏，持不可，乃已。撫寧夏十年，休養生息，烽火不驚，寧夏立祠祀之。授三邊總督，秋防，花馬池虜薄城下請賞，嘉善登城約戰，虜懼，引去，擊之，大捷。旋移疾歸。三年，撫順失守，廷推大司馬兼京營戎政，條上戰守皆切機宜，加柱國，少保，賜鐵券。二年，再移疾歸。自寧夏受事，歷邊疆二十年，入樞府兩受顧命。及卒，上爲輟朝，贈太保，予祭葬，崇祀名宦鄉賢。
6. ↑  《即墨縣志·卷之十》
7. ↑  《黃氏詩鈔十七種》 （页面存档备份，存于） 中研院圖書館
8. ↑  王羲之祖脉竟在这里 细数即墨古城牌坊的故事 （页面存档备份，存于） 青島新聞
9. ↑  《即墨縣志·卷之二》：尚書黃嘉善墓，縣東五里。

### 書目
- 清 張廷玉等，《明史》，中華書局點校本
- 清 乾隆《即墨縣志》

## 外部連接
- 鞑靼万名骑兵来犯黄嘉善一顿酒肉把他们吓跑 （页面存档备份，存于）
- 四世一品坊：续即墨黄氏“家风” （页面存档备份，存于）

| 官衔          | 官衔                                                   | 官衔          |
| ------------- | ------------------------------------------------------ | ------------- |
| 前任： 劉竟成 | 明朝大同府知府 萬曆二十年－二十三年 （1592年－1595年） | 繼任： 李芳   |
| 前任： 魏養蒙 | 明朝兵部尚書 萬曆四十六年－泰昌元年 （1618年－1620年） | 繼任： 崔景榮 |